# Ласал (Илиноис)
Ласал (енгл. LaSalle) град је у америчкој савезној држави Илиноис. По попису становништва из 2010. у њему је живело 9.609 становника.

## Демографија
Према попису становништва из 2010. у граду је живело 9.609 становника, што је 187 (1,9%) становника мање него 2000. године.
| Група             | 2000.         | 2010.         |
| Белци             | 8.718 (89,0%) | 7.836 (81,5%) |
| Афроамериканци    | 125 (1,3%)    | 160 (1,7%)    |
| Азијати           | 47 (0,5%)     | 85 (0,9%)     |
| Хиспаноамериканци | 805 (8,2%)    | 1.369 (14,2%) |
| Укупно            | 9.796         | 9.609         |